# Saint-Loup-de-Fribois

Saint-Loup-de-Fribois este o comună în departamentul Calvados, Franța. În 1 ianuarie 2018 avea o populație de 177 de locuitori.